# Pujo (ö i Finland, Egentliga Finland)
Pujo är en ö i Finland. Den ligger i Bottenhavet och i kommunen Nystad i den ekonomiska regionen  Nystadsregionen i landskapet Egentliga Finland, i den sydvästra delen av landet. Ön ligger omkring 82 kilometer nordväst om Åbo och omkring 220 kilometer väster om Helsingfors.
Öns area är 18,8 hektar och dess största längd är 0,6 kilometer i öst-västlig riktning. I omgivningarna runt Pujo växer i huvudsak blandskog.